# Niewino Stare
Niewino Stare (do 31 grudnia 2002 Stare Niewino) – wieś w Polsce położona w województwie podlaskim, w powiecie bielskim, w gminie Wyszki.
Zaścianek szlachecki Stare należący do okolicy zaściankowej Niwino położony był w drugiej połowie XVII wieku w powiecie brańskim ziemi bielskiej województwa podlaskiego. W latach 1975–1998 miejscowość należała administracyjnie do województwa białostockiego. 1 stycznia 2003 nastąpiła zmiana nazwy wsi z Stare Niewino na Niewino Stare.
Prawosławni mieszkańcy wsi należą do parafii św. Jana Teologa w Augustowie, a wierni kościoła rzymskokatolickiego do parafii Narodzenia Najświętszej Maryi Panny i św. Mikołaja w Bielsku Podlaskim.